# UTC+10:00
| Južni poletni/severni standardni čas Morska območja | Severni poletni/južni standardni čas Standardni čas vse leto |

UTC+10:00 je časovni pas z zamikom +10 ur glede na univerzalni koordinirani čas (UTC). Ta čas se uporablja na naslednjih ozemljih (stanje v začetku leta 2016):

## Kot standardni čas (vse leto)

### Azija
- Rusija - vladivostoški čas
  - Habarovski okraj, Primorski okraj, osrednji del Jakutije, Judovska avtonomna oblast, Magadanska oblast in Sahalinska oblast (samo otok Sahalin)

### Oceanija
- Avstralija
  - Queensland
- Federativne države Mikronezije
  - Chuuk, Yap in okoliško območje
- Papua Nova Gvineja
- Združene države Amerike:
  - Gvam (ozemlje)
  - Severni Marijanski otoki (državna zveza)

## Kot standardni čas (samo pozimi na južni polobli)

### Oceanija
- Avstralija
  - Novi Južni Wales (razen skupnosti Broken Hill in otoka Lord Howe), Ozemlje glavnega mesta Avstralije, Tasmanija, Viktorija